# I Сейм Латвии
I Сейм Латвии — парламент Латвийской Республики в период с 7 ноября 1922 года по 2 ноября 1925 года. Это был первый латвийский Сейм. До его созыва страной управляло Учредительное собрание Латвийской Республики.

## Выборы
Первые выборы в Сейм проходили 7 и 8 октября 1922 года. В выборах участвовало 88 списков кандидатов от 31 партии. Проголосовало 800 840 избирателей, что составило 82,2 % от имеющих право голоса. В Сейм поступили следующие 20 списков:
- Латвийская социал-демократическая рабочая партия — 30 мест;
- Латышский крестьянский союз — 17 мест;
- Объединённая социал-демократическая малая партия и Союз сельскохозяйственных рабочих — 7 мест;
- Демократический центр и беспартийные государственные служащие — 6 мест;
- Партия христианских земледельцев и католиков — 6 мест;
- Латвийско-немецкая балтийская партия — 6 мест;
- Национальное объединение — 4 места;
- Христианский национальный союз — 4 места;
- Латгальская рабочая партия — 4 места;
- Латвийский союз новых крестьян — 3 места;
- Российская национально-демократическая партия — 2 места;
- Агудат Исраэль — 2 места;
- Еврейский объединённый национальный блок — 2 места;
- Латгальский народный союз — 1 место;
- Партия фермеров Латгалии — 1 место;
- Земгальский католический список — 1 место;
- Центральный комитет старообрядцев — 1 место;
- Ceire-Cion — 1 место;
- Бунд — 1 место;
- Польский союз — 1 место.

## Список депутатов Сейма[2][3]
1. Артурс Алберингс
2. Кристапс Бахманис
3. Викторс Барканс
4. Волдемарс Бастйянис
5. Эрнестс Бауэрс
6. Арвед Берг
7. Петерис Бергис
8. Эрнест Биркханс
9. Алфредс Бирзниекс
10. Роберт Билманис
11. Александр Бочагов
12. Август Бриедис
13. Кристапс Бунгшс
14. Ансис Бушевицс
15. Карлис Бумейстерс
16. Хуго Целминьш
17. Юлийс Целмс
18. Феликс Циеленс
19. Янис Чаксте
20. Карлис Декенс
21. Мордехай Дубин
22. Янис Дуценс
23. Роберт Дукурс
24. Антон Дзенис
25. Кристапс Элиас
26. Эрнестс Фелсбергс
27. Манфредс Фегезакс
28. Вильгельм Фиркс
29. Леопольд Фишман
30. Паулс Гайлитс
31. Янис Голдманис
32. Эдуардс Грантскалнс
33. Теодорс Гринбергс
34. Эрнестс Гулбис
35. Карлис Гулбис
36. Ион Ханс
37. Вилис Холцманис
38. Карлис Ирбе
39. Робертс Ивановс
40. Эдуардс Яунземс
41. Станислав Юбулс
42. Янис Калейс
43. Мелетий Каллистратов
44. Рингольд Калнингс
45. Арвидс Калниньш
46. Август Калниньш
47. Бруно Калныньш
48. Николай Калниньш
49. Паулс Калныньш
50. Карлис Каспарсонс
51. Карлс Келлерс
52. Францис Кемпс
53. Адольф Кливе
54. Эгон Кнопп
55. Петерис Корецкис
56. Петерис Котанс
57. Бернардс Кублинскис
58. Альберт Квиесис
59. Екабс Кюллитс
60. Максис Лазерсонс
61. Паулс Лейиньш
62. Рудольфс Линдыньш
63. Клавс Лоренцс
64. Ной Майзель
65. Янис Мазверситс
66. Зигфрид Анна Мейеровиц
67. Фрицис Мендерс
68. Эрнест Мориц
69. Отто Нонацс
70. Маркус Нурокс
71. Карлис Озолиньш
72. Карлис Паулюкс
73. Андрейс Петревицс
74. Янис Пургалис
75. Эдуардс Радзыньш
76. Райнис
77. Йезупс Ранцанс
78. Густав Рейнхард
79. Йезупс Роскошс
80. Микелис Розенталс
81. Йезупс Рубулис
82. Владислав Рубулис
83. Ансис Рудевицс
84. Янис Рудзис
85. Теофил Рудзитис
86. Вольдемар Салнайс
87. Херманис Салнис
88. Висвалдис Сандерс
89. Петерис Сиецениекс
90. Андрей Симанис
91. Карлис Скалбе
92. Маргерс Скуениекс
93. Паулс Шиманис
94. Францис Трасунс
95. Йезупс Трасунс
96. Карлис Ульманис
97. Петерис Улпе
98. Андрей Вецкалнс
99. Антон Велкме
100. Янис Вержбицкис
101. Фридрихс Весманис
102. Янис Весманис
103. Янис Вишня
104. Рувинс Витенбергс
105. Петерис Зейболтс
106. Густав Земгалс

## Деятельность I Сейма
Спикером Сейма изначально был Фридрих Весманис (ЛСДРП). В марте 1925 года его сменил товарищ по партии Паулс Калныньш.
Сейм имел 20 постоянных комиссий. Было проведено 214 заседаний, на которых было рассмотрено 343 законопроекта. Наиболее важными принятыми законами были Закон об устройстве кабинета министров, Закон об обществах, союзах и политических организациях и Закон о собраниях.